# László Kovács (fotbalista)
László Kovács (24. dubna 1951 Tatabánya – 30. června 2017 Győr) byl maďarský fotbalový brankář. Zemřel 30. června 2017 ve věku 66 let na rakovinu.

## Fotbalová kariéra
V maďarské lize chytal za Videoton Székesfehérvár, Győri ETO FC, Békéscsaba 1912 Előre SE a BFC Siófok, nastoupil ve 361 ligových utkáních. V letech 1982 a 1983 získal s Győri ETO FC dva mistrovské tituly. V Poháru mistrů evropských zemí nastoupil v 8 utkáních a v Poháru UEFA v 15 utkáních. Za maďarskou reprezentaci nastoupil v letech 1975–1977 ve 12 utkáních. Byl členem maďarské reprezentaca na Mistrovství světa ve fotbale 1978, ale do utkání nezasáhl.

## Ligová bilance
| Ročník                      | Zápasy | Góly | Klub                     |
| --------------------------- | ------ | ---- | ------------------------ |
| Nemzeti bajnokság I 1972/73 | 18     | 0    | Videoton Székesfehérvár  |
| Nemzeti bajnokság I 1973/74 | 30     | 0    | Videoton Székesfehérvár  |
| Nemzeti bajnokság I 1974/75 | 28     | 0    | Videoton Székesfehérvár  |
| Nemzeti bajnokság I 1975/76 | 29     | 0    | Videoton Székesfehérvár  |
| Nemzeti bajnokság I 1976/77 | 32     | 0    | Videoton Székesfehérvár  |
| Nemzeti bajnokság I 1977/78 | 34     | 0    | Videoton Székesfehérvár  |
| Nemzeti bajnokság I 1978/79 | 29     | 0    | Videoton Székesfehérvár  |
| Nemzeti bajnokság I 1979/80 | 8      | 0    | Videoton Székesfehérvár  |
| Nemzeti bajnokság I 1981/82 | 28     | 0    | Győri ETO FC             |
| Nemzeti bajnokság I 1982/83 | 30     | 0    | Győri ETO FC             |
| Nemzeti bajnokság I 1983/84 | 26     | 0    | Győri ETO FC             |
| Nemzeti bajnokság I 1984/85 | 8      | 0    | Győri ETO FC             |
| Nemzeti bajnokság I 1984/85 | 11     | 0    | Békéscsaba 1912 Előre SE |
| Nemzeti bajnokság I 1985/86 | 24     | 0    | BFC Siófok               |
| Nemzeti bajnokság I 1986/87 | 19     | 0    | BFC Siófok               |
| Nemzeti bajnokság I 1987/88 | 7      | 0    | Győri ETO FC             |
| CELKEM Nemzeti bajnokság I  | 361    | 0    |                          |